# Privatbrauerei Hofmühl
Die Privatbrauerei Hofmühl ist eine deutsche Bierbrauerei in Eichstätt in Bayern. Sie wurde 1492 gegründet. Jährlich werden rund 85.000 hl Bier hergestellt.

## Geschichte

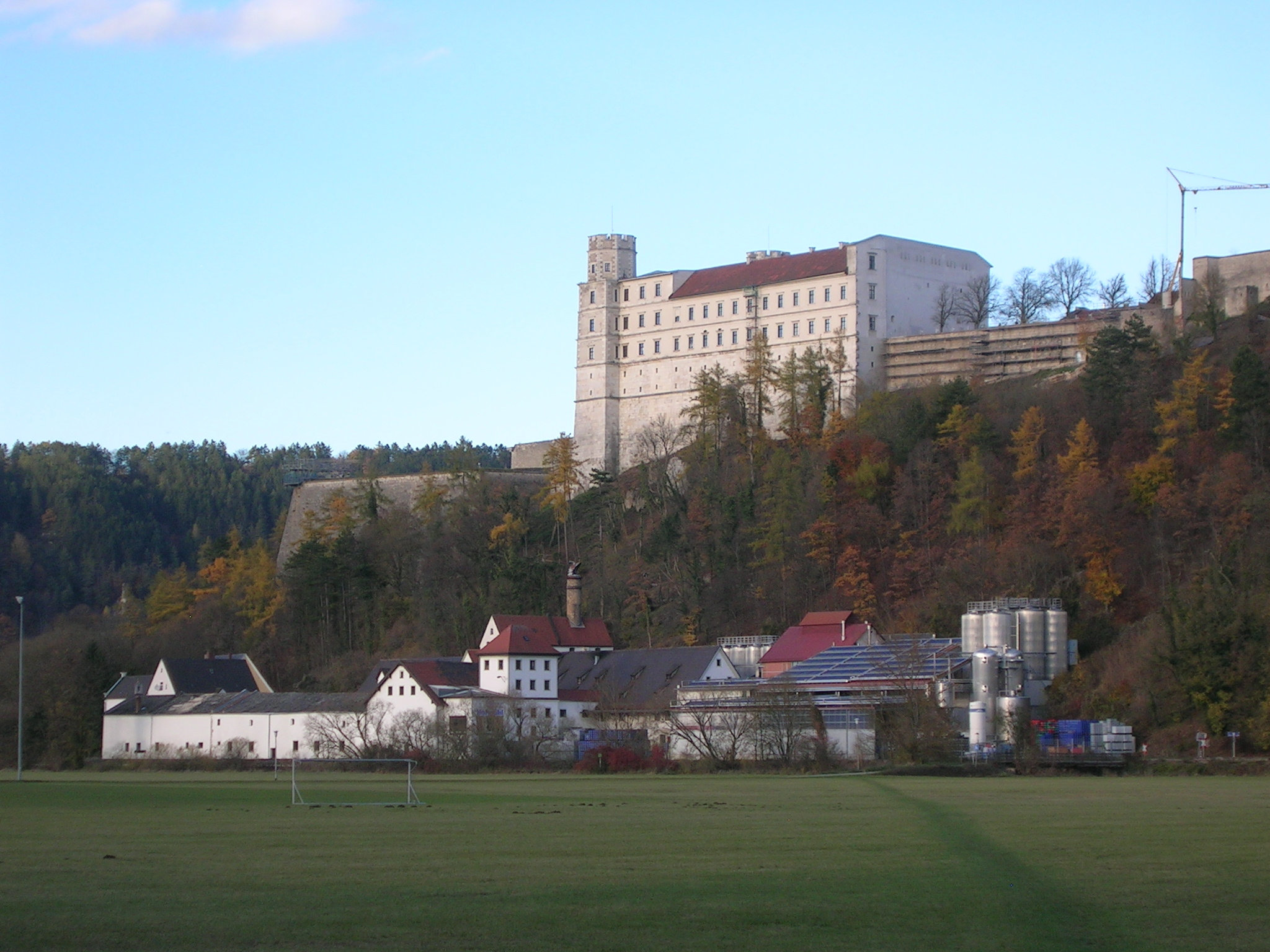
Die Brauerei unterhalb der Willibaldsburg

1492 wurde die Brauerei durch den Fürstbischof Wilhelm von Reichenau gegründet. Die Brauerei wurde 1634 während des Dreißigjährigen Krieges vollständig zerstört und 1639 bis 1686 unter den Fürstbischöfen Marquard II. Schenk von Castell und Johann Euchar Schenk von Castell wiederaufgebaut.
Nach der Säkularisation 1803 wurde die Brauerei verstaatlicht. In der Folge kam die Brauerei erst in den Besitz des Großherzoges der Toskana und Kurfürsten von Salzburg, Ferdinand III und ab 1817 zu den Herzogen von Leuchtenberg. Im Jahr 1855 verkauften die Herzöge von Leuchtenberg das Fürstentum Eichstätt und damit die Brauerei Hofmühl an das Königreich Bayern. Die abgewirtschaftete Brauerei wurde 1860 von dem Brauer Michael Gutmann ersteigert; dieser erwarb bereits 1855 die ehemals fürstliche Brauerei in Titting.
1876 vermachte Michael Gutmann die Brauerei seiner Tochter Creszentia, die Johann Baptist Emslander heiratete. Die Brauerei ist heute noch im Besitz der Familie Emslander. Während des Zweiten Weltkrieges musste aus Rohstoffmangel Dünnbier gebraut werden. Nach dem Krieg ging es wieder bergauf. 1948 wurde Weißbier ins Sortiment aufgenommen und 1950 mit der Herstellung von Limonaden begonnen. 1963 wurde erstmals ein Pils gebraut. Zehn Jahre später lag der Gesamtausstoß der Brauerei bei 30.000 hl. Bis 1970 wurde eine eigene Mälzerei betrieben.

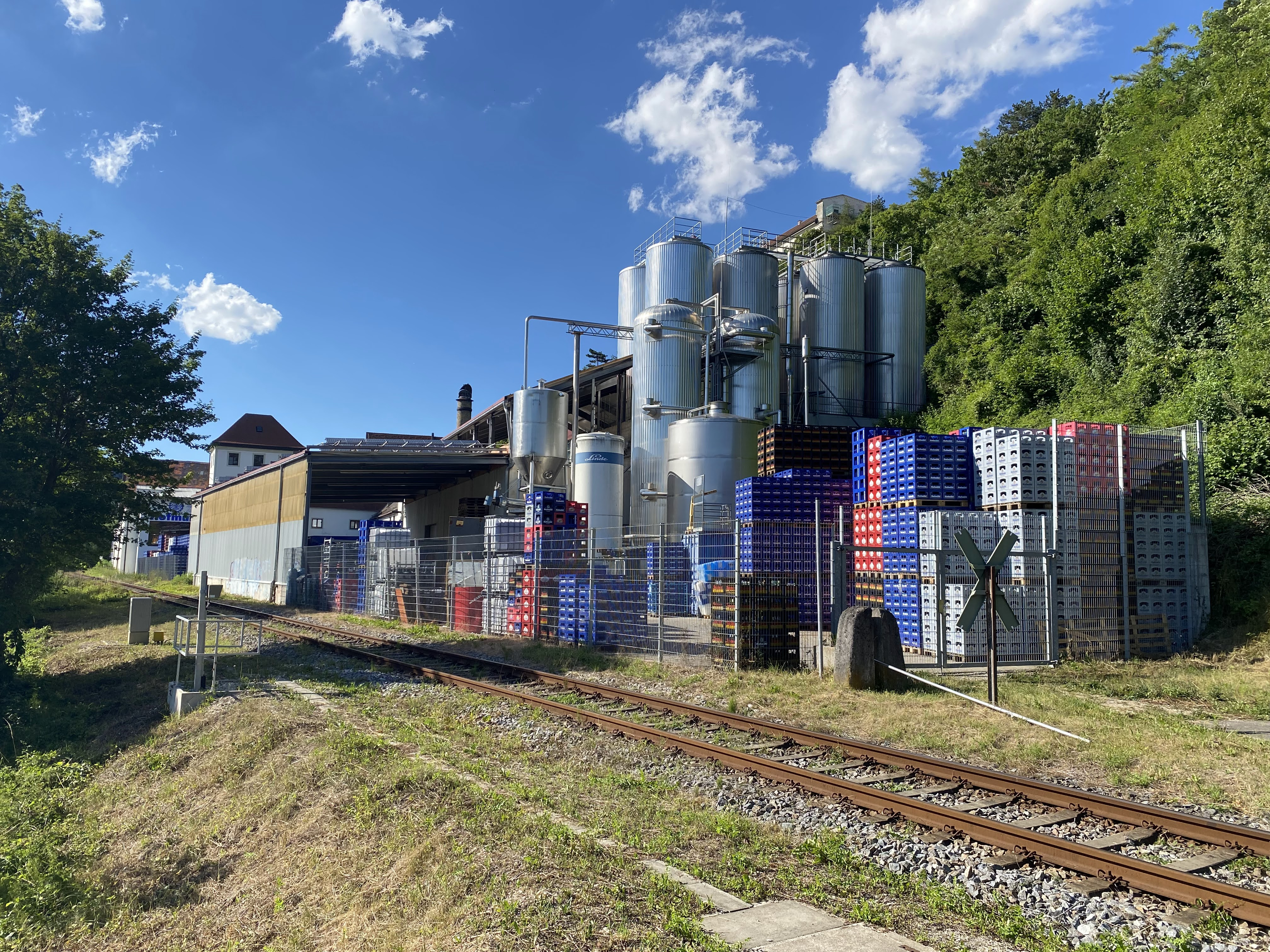
Das Gelände der Brauerei Hofmühl in Eichstätt.

In den folgenden Jahren übernahm Hofmühl mehrere Brauereien aus der Umgebung, so 1970 die Brauerei Fottner in Weißenburg, 2004 die Brauerei Neuhof in Neuburg und 2006 die Stadtbrauerei Roth. In der DTM-Saison 2008 sponserte die Brauerei den von Katherine Legge gefahrenen Audi A4 DTM des Audi-Kundenteams Futurecom TME  in der DTM. Wegen der großflächigen Brauereiwerbung und des Alkoholwerbeverbots musste der Audi beim Rennen in Le Mans umbeklebt werden.
Anfang 2018 erregte eine Werbekampagne der Brauerei Aufsehen, bei der aus der Draufsicht eine Frau und zwei Bierkästen fotografiert wurden. Das Foto ist Teil eines Kalenders, wurde jedoch auch auf Facebook veröffentlicht. Die Bildkomposition rückt dabei die Brüste der Abgebildeten und die Bierkästen in den Fokus. Ergänzt wurde das Foto mit dem Text „auf den Inhalt kommt es an“. Von mehreren verschiedenen Seiten wurde der Brauerei Sexismus vorgeworfen. Der Deutsche Werberat prüfte den Fall. Dessen Geschäftsführerin Julia Busse bekräftigt in einer ersten Einschätzung, dass es tatsächlich zu einer Einstufung dieser Werbung als „sexistisch“ kommen könne. Letztlich nahm der Deutsche Werberat jedoch keine Beanstandung vor, nachdem Hofmühl das betreffende Foto selbst von ihrer Facebook-Präsenz entfernt hatte und versicherte, es nicht mehr zu verwenden.

## Übernommene Brauereien
- 1906: Böll-Bräu, Kipfenberg, Marktplatz 8[11]
- 1970: Brauerei Fottner, Weißenburg, Obere Stadtmühlgasse 7
- 2004: Brauerei Neuhof, Neuburg, Sehensander Weg 4
- 2006: Stadtbrauerei Roth, Roth, Büchenbacher Weg 8
- 2019: Brauerei Sigwart, Weißenburg, Luitpoldstraße 17[12]

## Produkte

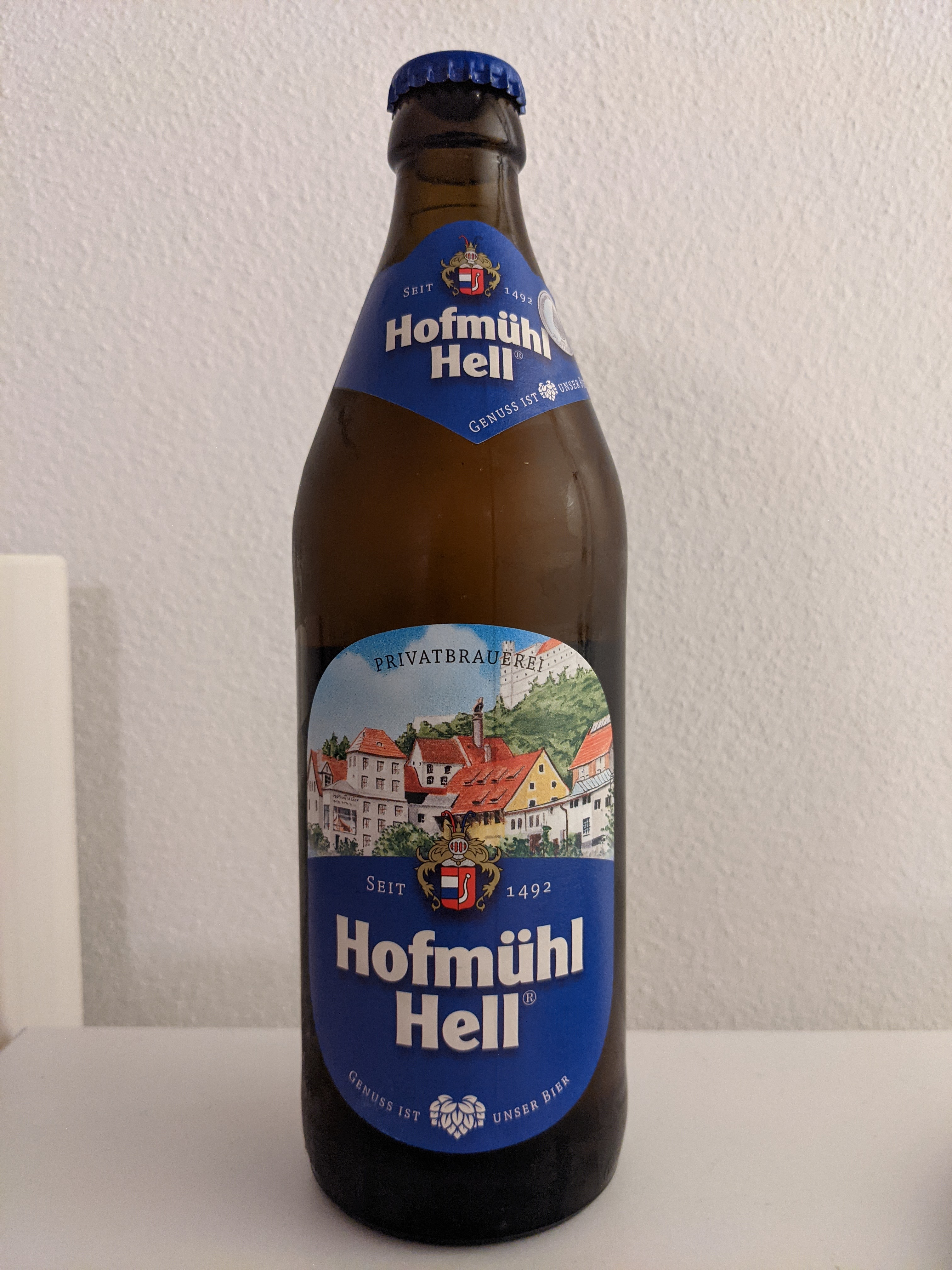
Hofmühl Hell

In der Brauerei werden folgende Biere hergestellt:
- Hofmühl Hell
- Hofmühl Dunkel
- Hofmühl Weissbier
- Hofmühl Weissbier Dunkel
- Hofmühl Weissbier Leicht
- Hofmühl Weissbier Alkoholfrei
- Hofmühl Privat Pils
- Hofmühl Radler
- Hofmühl Märzengold
- Hofmühl Kellergold
- Hofmühl Alligator (Doppelbock)
- Hofmühl Volksfestbier
- Hofmühl Wintermärzen
- Hofmühl Alkoholfrei Classic
- Hofmühl Zerberus
- Hofmühl Zickenbock
- Rother Stadtbräu Kellerbier
- Hofmühl Imperial Red Ale (Craftbier)

Darüber hinaus gehören die alkoholfreien Getränke Apfelschorle, Cola, Cola-Mix, Orangenlimonade und Zitronenlimonade zum Sortiment.

## Auszeichnungen
Die Brauerei Hofmühl zählt zu den ersten Solarstrom-Bierbrauereien der Welt. Durch Einsatz der Sonnenenergie werden jährlich 80.000 Liter Heizöl eingespart. Die Brauerei Hofmühl darf das von der Solarbier Innovations- und Marketing-Gesellschaft in Pfaffenhofen vergebene Siegel Solarbier verwenden.
Weitere Auszeichnungen sind die jährlichen DLG-Preise, der Europäische Umweltpreis 2002 für die Brautechnologie „Merlin“ und der Europäische Beer Tasting Award 2005. Zudem erhielt man den Quality Taste Award Belgien 2005 und den Bayerischen Staatspreis.
2008 erhielt die Brauerei den Bayerischen Energiepreis für ihr solares Prozesswärmekraftwerk.

### Produktauszeichnungen
- 2002: Hofmühl Weissbier Dunkel, Gold beim World Beer Cup
- 2004: Hofmühl Weissbier leicht, Gold beim World Beer Cup
- 2006: Hofmühl Hell, Gold beim World Beer Cup
- 2009: Hofmühl Weissbier leicht, Silber beim European Beer Star[14]
- 2011: Hofmühl Weissbier leicht, Silber beim European Beer Star
- 2012: Hofmühl Weissbier leicht, Silber beim European Beer Star
- 2013: Hofmühl Hell, Monde Selection Silber-Award
- 2013: Hofmühl Märzen Gold, Lager Seasonal Europe Bronze bei den World Beer Awards[15]
- 2014: Hofmühl Weissbier, Wheat Beer Europe Gold bei den World Beer Awards[16]
- 2014: Hofmühl Dunkel, Lager Dark Europe Silver bei den World Beer Awards[17]
- 2015: Hofmühl Dunkel, Bronze in der Kategorie Germany – Dark Lager bei den World Beer Awards[17]
- 2015: Hofmühl Hell, Gold in der Kategorie Germany – Helles / Munchener bei den World Beer Awards[18]
- 2015: Hofmühl Weissbier leicht, Silber in der Kategorie South German-Style Leichtes Weizen beim European Beer Star[19]
- 2016: Hofmühl Weissbier leicht, Silber in der Kategorie South German-Style Leichtes Weizen beim European Beer Star[20]

## Sportförderung

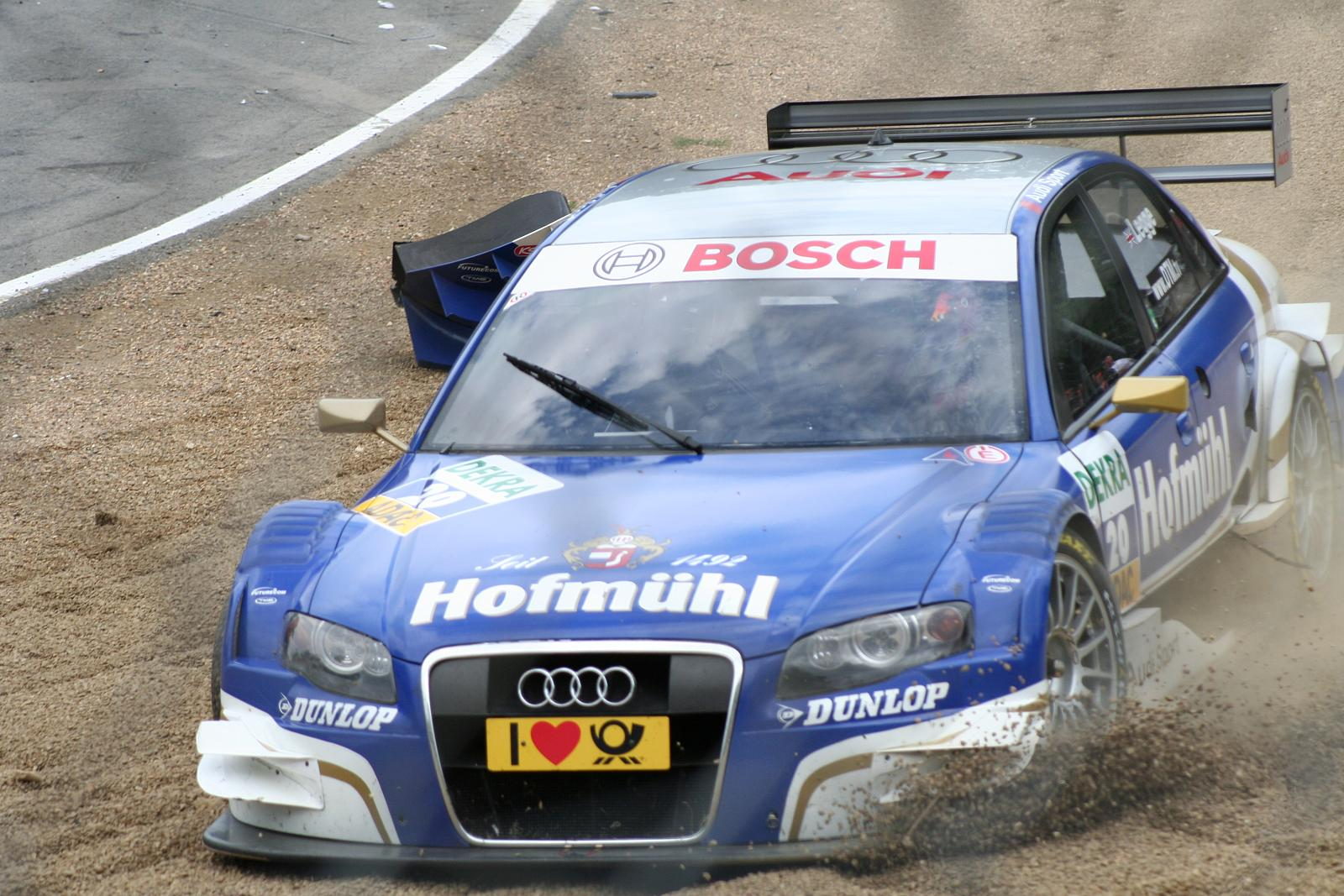
Hofmühl als DTM-Sponsor

Das Unternehmen betätigt sich vielfältig als Sponsor im Sportbereich. Im Motorsport warb das Unternehmen 2008 auf dem Audi A4 DTM des Audi-Kundenteams Futurecom TME von Katherine Legge. Im Fußball tritt man als Partner des VfB Eichstätt und des SV Marienstein auf. Bei letzterem ist Hofmühl auch als Namenssponsor des Sportgeländes tätig, das Hofmühl-Sportpark heißt.

## Sonstiges
Die Brauerei ist Mitglied im Brauring, einer Kooperationsgesellschaft privater Brauereien aus Deutschland, Österreich und der Schweiz.